# Piera Cannatella
Piera Cannatella (Palermo, 21 ottobre 1987) è una pallanuotista italiana, di ruolo centrovasca della Fiorentina Waterpolo.

## Carriera
Ha iniziato la carriera nello Swimming, per poi passare alla Gifa Palermo. Ma la sua effettiva consacrazione avviene con il trasferimento all'Athlon 90, squadra con la quale ha conquistato la promozione in serie A1 nella stagione 2008-2009, mettendo in rete più di 50 gol.
Il suo soprannome è "Pieragna", si è guadagnata questo nomignolo grazie alla grinta che mette in acqua.
La stagione 2009-2010 è quella della consacrazione, il campionato di A1 non parte bene per la forte giocatrice palermitana, ma con il passare delle giornate il suo allenatore, Antonio Piccione, si rende conto dell'enorme potenziale della sua numero 4, ed inizia a darle fiducia, il finale di stagione è un crescendo, di prestazioni e personalità, diviene titolare inamovibile e grazie alle sue prestazioni trascina la squadra alla salvezza e ai play-off, risultato inatteso per una neopromossa.
Nella stagione 2011-2012 passa alla Menarini Fiorentina Waterpolo, gloriosa e vincente società guidata dal tecnico Gianni De Magistris.